# مدرسة تبريز التركمانية للرسم
المدرسة التركمانية في تبريز للرسم أو مدرسة آق قويونلو في تبريز هي إحدى المدارس المهمة في الرسم الإسلامي الفارسي وتصميم الكتب الإيرانية في أواخر القرن التاسع الهجري/القرن الخامس عشر الميلادي. وقد تشكل هذا الأسلوب الفني في مدينة تبريز تحت تأثير مدرسة تبريز الأولى في عهد السلطان يعقوب آق قويونلو (883-896 هـ) ونما في منافسة مع مدرسة هرات، وخاصة في عهد السلطان حسين بايقرا. مهّد دعم السلطان يعقوب الواسع للفنانين والشعراء ومحبي الأدب الطريق لازدهار هذه المدرسة في مختلف المجالات الثقافية.

## السياق التاريخي
في النصف الثاني من القرن التاسع الهجري، انقسمت إيران بين قوتين عظميين: شرق إيران تحت حكم التيموريين (وتمركزها في هرات) وغربها تحت حكم الآققويونلو (وتمركزها في تبريز). خلال هذه الفترة، أنشأ السلطان حسين بايقرا في هرات والسلطان يعقوب في تبريز مركزين ثقافيين عظيمين، ومن خلال دعم واستخدام الشعراء والكتبة والرسامين والمعماريين، حوّل كل منهما بلاطه إلى مركز للثقافة والفن. وقد أدى التنافس بين البلاطين، والذي كان في الوقت نفسه وديًا ومصحوبًا بتبادل الرسائل والهدايا، إلى ازدهار فني في كلتا المنطقتين.
من مظاهر السياسة الثقافية البارزة للسلطان يعقوب كانت ازدهار المجالس الأدبية، وبناء عمارات فخمة مثل باغ صاحب‌آباد و عمارة هشت‌بهشت، إلى جانب طلب نسخ نفيسة كمخطوطة ديوان حافظ. ومن أبرز وجوه هذه المدرسة الفنية: درويش محمد، شيخي يعقوبي، سلطان محمد، عبدالرحيم أنيسي، وعبدالكريم خوارزمي. كما كانت المكتبة الملكية في تبريز من المراكز الرئيسية لإنتاج وحفظ المخطوطات والأعمال الفنية في تلك الحقبة.
المَكْتَب التركماني، الذي نشأ وازدهر في هذه الحقبة، يُعدّ من أبرز المدارس الفنية في إيران خلال أواخر القرن التاسع الهجري (القرن الخامس عشر الميلادي).
امتاز هذه المدرسة بسماتٍ فنية كـتنقية العناصر التصويرية، وتلوينٍ رقيق، وتشخيصٍ دقيق للوجوه، وتراكيب متوازنة، فمهّد لتحوّلات كبرى في فن التصوير الإيراني. وقد ترك هذا المَكْتَب أثرًا بالغًا في الحقب اللاحقة، ولا سيما في بلاط الصفويين، حيث أدّى دورًا مهمًا في الانتقال من التقاليد التصويرية للقرن التاسع الهجري إلى الأساليب السائدة في العصر الصفوي.

## السمات الفنية
تميّز المَكْتَب التركماني في فنّ المنمنمات بخصائص فنية فريدة، مثل التلوين الهادئ، والتراكيب المتوازنة، وتصميم الهيئات القصيرة والممتلئة، ورسم الوجوه بأسلوب فردي دقيق يراعي أدقّ التفاصيل، إلى جانب رقة ملحوظة في الرسم. وقد أفاد هذا المَكْتَب من التقاليد التصويرية السابقة، لكنه في الوقت نفسه ابتكر نموذجًا جديدًا لفنّ التصوير في إيران، مما مهّد لتحوّلات أسلوبية لاحقة في عصر الصفويين.
امتازت الأعمال الفنية في هذه الحقبة باستخدام لوحة لونية تتكوّن غالبًا من الأزرق اللازوردي، والذهب، والأحمر الدافئ، والأخضر الفاتح. كما اتّسمت الرسومات بطابعها السردي، إذ كانت تروي القصص من خلال الصورة وتعتمد على الحكاية المصوَّرة كعنصرٍ أساسي في التعبير الفني.

## الأعمال البارزة
ومن أبرز الأعمال التي أنتجتها مدرسة تبريز:
- كتاب خمسة لنظامي (الطبعة السلطانية)، الذي أمر السلطان يعقوب بإنجازه، هو من أهمّ نماذج الرسوم التوضيحية في تلك الفترة. وتُحفظ نسخ منه الآن في قصر طوب قابي بإسطنبول وفي المتحف البريطاني.
- ديوان حافظ الذي أعد بأجمل أسلوب تخطيط الكتب بأمر السلطان يعقوب ووضع على قبر حافظ في شيراز .
- مثنوي سلامان وأبسال، من تأليف عبد الرحمن الجامي، وقد كُتبت نسخة منه باسم السلطان يعقوب مصحوبة بقصيدة في مدحه.
- مثنوي الشمعة والفراشة لأهلي الشيرازي، تأليفه في تبريز سنة 894 هـ باسم السلطان يعقوب.
- نقوش النستعليق والسقيق من خطاطين مثل عبد الرحيم أنيسي، وعبد الكريم يعقوبي، وسلطان علي قايني، والشيخ محمود الهروي، وغالبا ما تكون بخط "يعقوبي" وأحيانا مع الزخرفة والرسوم التوضيحية.

## الفنانون البارزون
ومن أبرز فناني مدرسة تبريز:
- درويش محمد ، رسام من خراسان انضم فيما بعد إلى بلاط يعقوب.
- الشيخ يعقوبي ، خطاط ورسام يبدو أنه ارتقى إلى منصب رسام البلاط.
- السلطان محمد ، رسام بارز وجد طريقه أيضًا إلى مكتبة شاه إسماعيل صفوي وكان مؤثرًا في تأسيس مدرسة القزلباشي للرسم في شيراز.
- عبد الرحيم أنيسي ، خطاط مشهور ابتكر أسلوبًا خاصًا في خط النستعليق يُعرف باسم "الأسلوب الأنيسي".
- عبد الكريم اليعقوبي ، شقيق عبد الرحيم عنيسي، الذي كان يتمتع بمهارة رائعة في كتابة النستعليق.
- عبد الحي منشي ، كاتب ومعلق بارز كان يُعرف بـ "وردة العصر".

وقد لعب هؤلاء الفنانون دورًا هامًّا في ازدهار هذه المدرسة من خلال إبداع أعمال فنية مثل الشاهنامه الكبيرة ومخمّسة نظامي، والتي يتم حفظها في مجمع قصر طوب قابي.

## الإرث
مع سقوط سلالة آق قويونلو، انضم عدد من فناني هذه المدرسة إلى بلاط الشاه إسماعيل الصفوي. واستمر أسلوب وتقاليد المدرسة التركمانية في الرسم الصفوي، وخاصةً في عهد الشاه طهماسب، وأصبح مؤسس مدرسة تبريز الثانية.

## طالع أيضًا
- لوحة إيرانية